# Soukous

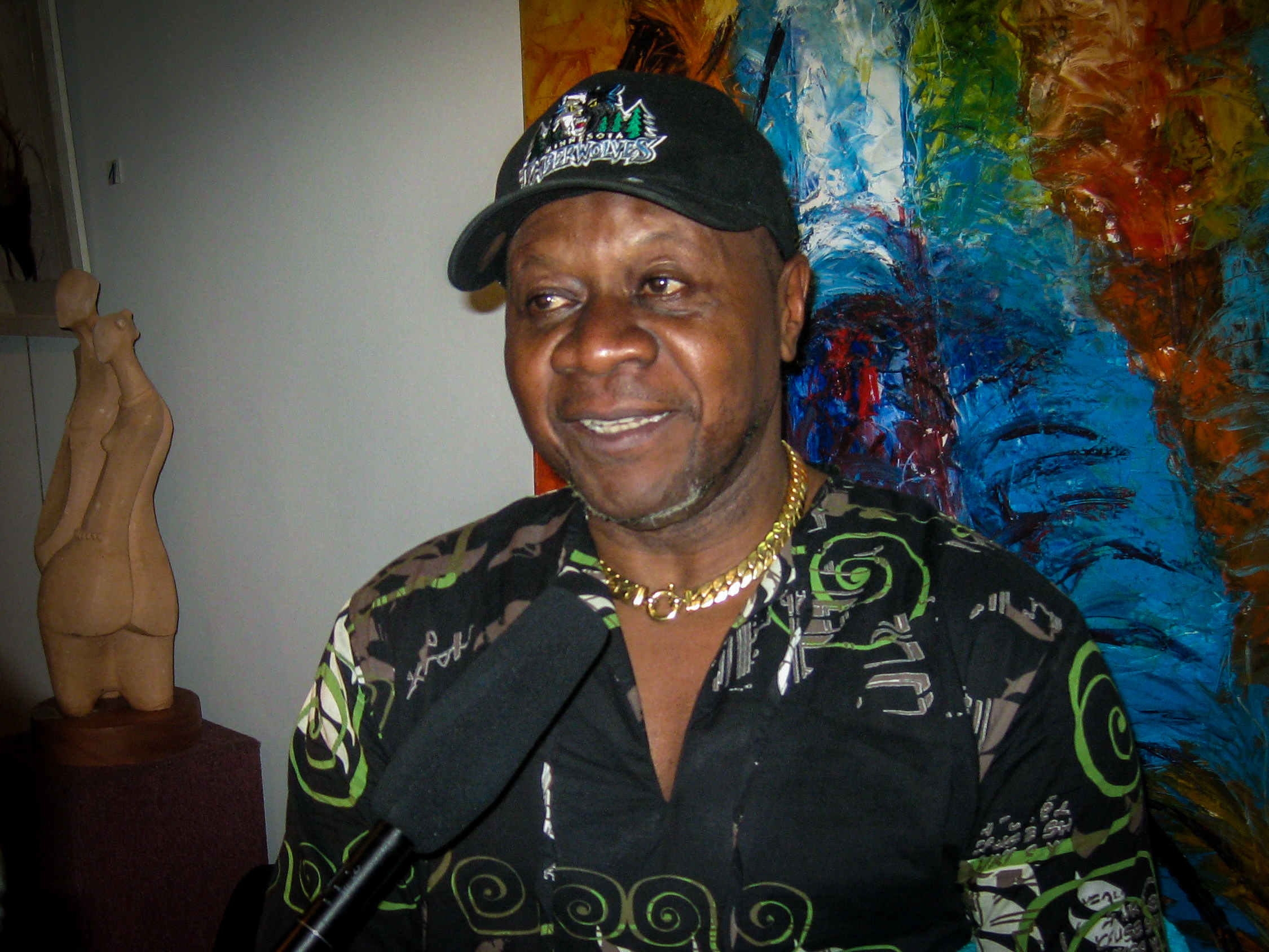
Papa Wemba (1949-2016) var en känd soukousmusiker

Soukous (från det franska ordet secouer som betyder skaka) är en genre av afrikansk populärmusik. Musikstilen, som även går under namnet Congolese, uppstod i Kongo-Kinshasa och Kongo-Brazzaville i mitten av 1900-talet, då latinamerikansk dansmusik blev mycket populär. Soukous kan sägas ha börjat som en afrikansk variant av rumba. På 1960-talet ledde framväxten av inspelningsstudior och radiostationer samt elgitarrens genombrott till att soukous fick ett modernare sound. Den spelades av stora orkestrar med sångare, congas, gitarr och bas. Tidiga representanter för musikstilen var Joesph Kabaselle (1930-1983) och Franco Luambo (1938-1989).
Under 80- och 90-talen vann soukous insteg i Paris där många afrikanska musiker då var verksamma. Den påverkades av influenser från sydamerikanska och karibiska musikstilar samt bruket av synthesizers och andra elektroniska instrument. Exempel på moderna soukousartister är Zaiko Langa Langa, Diblo Dibala, Kanda Bongo Man, Koffi Olomide och Papa Wemba.
Ndombolo, en snabbare variant av soukous, är också namnet på en dansstil. Dansen uppfattas i vissa länder som stötande. Populära artister är Ndombolo Awilo Longomba, Koffi Olomide, JB M'Piana och grupper som Extra Musica och Wenge Musica.